# Оболенский, Фёдор Тимофеевич Чёрный
Фёдор Тимофе́евич Чёрный Оболе́нский (реже — Чорново-Оболенский и Черново-Оболенский) (1588 - около 1650) — князь, воевода во времена правления Фёдора Ивановича, Бориса Годунова, Смутное время, Михаила Фёдоровича и Алексея Михайловича.
Рюрикович. Сын князя Тимофея Васильевича Оболенского.

## Биография
Родился (1588). Ему в девять лет отданы поместья его отца князя Тимофея Оболенского: "а во 105 году князю Фёдору 9 лет, а как будет в 15 лет и ему с итого поместья государеву службу служить" (1597). Послан от новгородцев к князю Д. М. Пожарскому и земскому ополчению в Ярославль вместе с игуменом Вяжицкого новгородского монастыря Геннадием с предложением пригласить на царство шведского королевича Карла Филиппа, которого уже признали новгородцы (1612). Пожарский не согласился на это, и переговоры кончились тем, что хотя Пожарский и высказался против царя-иноверца, но не прервал сношений с новгородцами по этому поводу. В свою очередь князь Фёдор Оболенский обещал перейти на сторону ополчения, если шведский королевич откажется принять православие. По-видимому, князь Фёдор Тимофеевич был сторонником Швеции и сильно склонялся в её сторону, так как за свою приверженность шведскому королю был награждён от него поместьем, отобранным у него, когда Новгород снова перешел к Москве.
Подписался на поручной записи по князю Ефиму Фёдоровичу Мышецкому, данный в Новгород, на имя шведского королевича Карла Филиппа (17 января 1614). Упоминается, как уведённый из своего поместья "шишами" (1615). Стольник, с окладом 100 рублей (1616).
Воевода в Саратове (1617-1620). На саратовском воеводстве его предшественником был его почти полный тёзка (у них различались только отчества). Вероятно, они были родственниками, но степень их родства неизвестна. Отпущен к Москве (1620). Воевода во Ржеве-Владимирове (1622-1623). Первый воевода прибылого полка в Мценске (1625). Дворянин московский, обедал у Государя (06 августа 1626) и потом неоднократно приглашался к столу Патриарха и Государя (1627-1629). Поздравлял Государя с Светлым праздником (25 марта 1627). В отсутствие Государя оставался в Москве для её бережения (июнь 1627).
Послан в Цивильский уезд, в Убиевскую волость, переписывать черемис и облагать их оброком (1627). Принимал участие во встрече Кизылбашских купцов (14 сентября 1628). Указано быть в Астрахани для городового дела, где он строил каменные укрепления (март 1631). Воевода в Кольском остроге (1640). При приёме датчанина Матияша Шлякова встречал его в сенях перед Золотой палатой (01 декабря 1642). Воевода в Верхнем Ломове (1643). Послан воеводою против Ногайских татар, нападавших в Темниковских лесах (июнь 1643).  Упоминается на свадьбе царя Алексея Михайловича и Марии Ильиничне Милославской, "шёл за санями Государыни" (16 января 1648). Сопровождал Государыню к Троице (сентябрь 1648). Cкончался бездетным (около 1650)